# Jantho
Jantho is een plaats in de huidige provincie Atjeh in het noorden van Sumatra, Indonesië. Het is de hoofdplaats van het Aceh Besar regentschap.

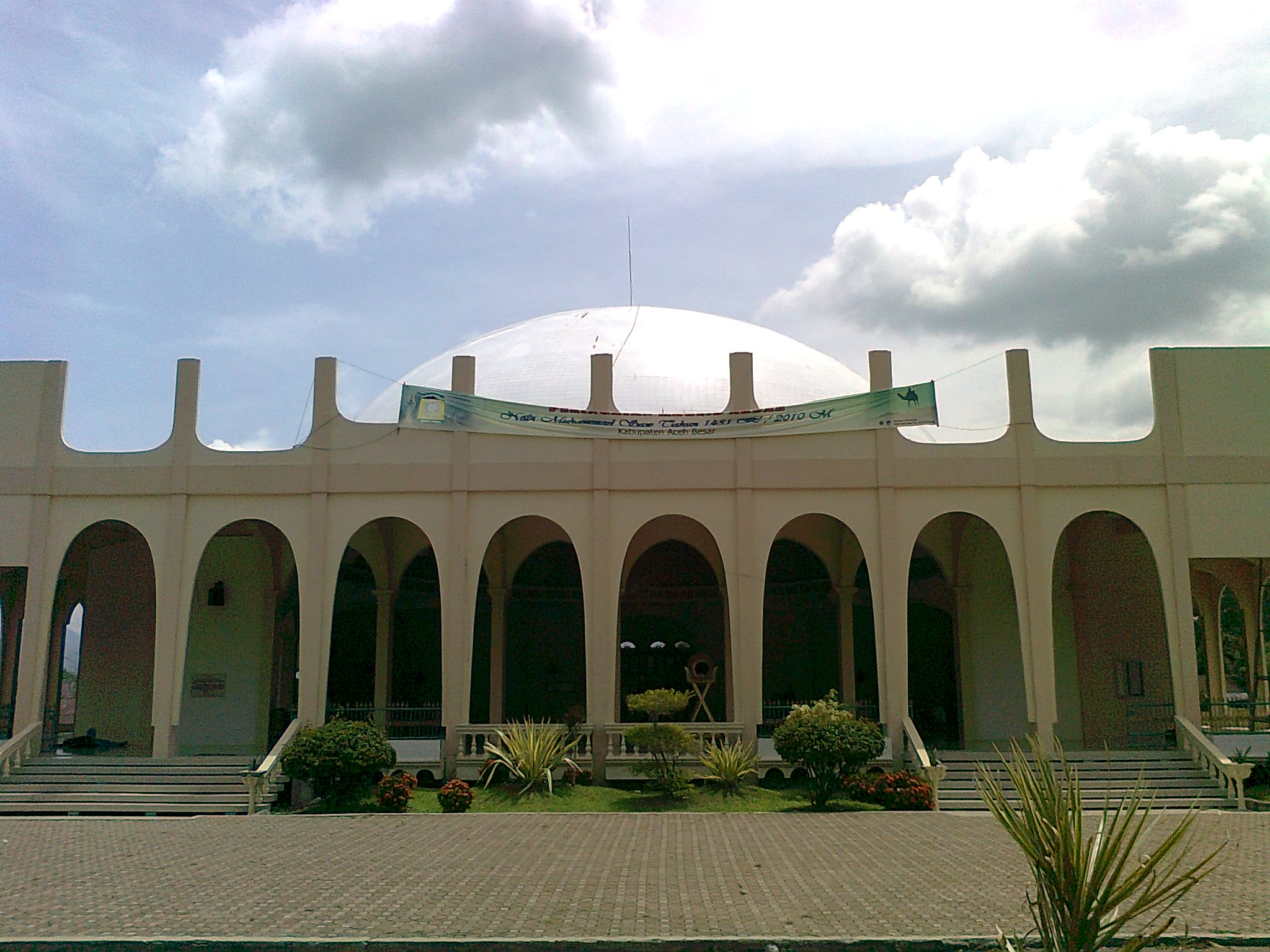
Grote moskee van Jantho